# 髙橋直輝
髙橋 直輝（たかはし なおき、1997年12月6日 - ）は、日本の男性キックボクサー。大阪府大阪市出身。初代ACCELバンタム級王者。第11代krushスーパーフェザー級王者。若獅子会館所属。

## 経歴
K-1・Krushで活躍するMOEの実兄。関西を中心にキャリアを積み、初代ACCELバンタム級王座を獲得。
2019年からK-1 JAPAN GROUPに参戦し、2020年9月のK-1大阪大会で初勝利すると、2021年3月28日のK-1武道館大会ではKO勝利を収めた。
K-1ではプレリミナリーファイトでの出場だったが、7月17日のK-1九州大会では初のスーパーファイト出場が決定。
Krush.137から階級を一つ上げてスーパーフェザー級に転向し、遠藤信玄に勝利した。解説から玖村将史に間違えられるほどイケメンでファンも多い。

2024年10月10日のK−1大阪大会では松本涼雅と対戦し、1R危ない場面があり、セコンドのMOEに叱られ、2R気持ちを入れ直しKO勝利した。

## 人物
父母妹の4人家族で犬と猫を飼っている。ポルカドットスティングレイのファン。自他共に認めるゲーマーである。洋菓子より和菓子派で紅茶よりコーヒー派（無糖）
憧れの選手にジョルジオ・ペトロシアン選手の名をあげている。
試合では相手を髙橋ワールドに引き込み、相手の攻撃が一つも当たらなくなる。引き込まれてる事に気が付かず何発もパンチを食らってしまう。
試合前1週間前に当時のトレーナーからハードトレーニングを課せられ、足が動かなくなった際に、柔道整復師やマッサージの方に頑張って治してもらい試合に出れ勝利できた事をきっかけに、柔道整復師を目指し国家試験に合格。整骨院で働きながらプロキックボクサーとしてk1等の舞台で活躍中。
本人からキーホルダーを買うとサインと絵を書いて送ってくれる。

## 戦績
| キックボクシング 戦績 | キックボクシング 戦績 | キックボクシング 戦績 | キックボクシング 戦績 | キックボクシング 戦績 | キックボクシング 戦績 | キックボクシング 戦績 |
| --------------------- | --------------------- | --------------------- | --------------------- | --------------------- | --------------------- | --------------------- |
| 28 試合               | (T)KO                 | 判定                  | その他                | 引き分け              | 無効試合              |                       |
| 19 勝                 | 6                     | 13                    | 0                     | 0                     | 0                     |                       |
| 8 敗                  | 0                     |                       | 0                     | 0                     | 0                     |                       |

| 勝敗 | 対戦相手  | 試合結果                         | 大会名 | 開催年月日     |
| ○    | 松本涼雅  | 2RKO                             | K-1 WORLD GP 2024 | 2024年10月5日  |
| ×    | 横山朋哉  | 3R終了判定3-0                    | Krush.158 | 2024年2月25日  |
| ○    | 中島千博  | 3R終了判定3-0                    | Krush.153 | 2023年9月29日  |
| ○    | 西元也史  | 3R終了判定3-0                    | Krush.151 | 2023年7月22日  |
| ○    | 齋藤祐斗  | 3R 1分24秒KO （右ストレート）    | Krush.147 | 2023年3月25日  |
| ○    | 友尊      | 3R終了判定3-0                    | Krush.141 | 2022年9月24日  |
| ○    | 遠藤信玄  | 2R2分12秒KO （左右フック）       | Krush.137 | 2022年5月21日  |
| ×    | 寺田匠    | 判定3-0                          | ECO信頼サービス株式会社 PRESENTS K-1 WORLD GP 2021 JAPAN ～K-1ライト級タイトルマッチ～                                                  | 2021年7月17日  |
| ○    | 倉崎 昌史 | 2R1分27秒KO                      | K-1 WORLD GP 2021 JAPAN ～K’FESTA.4 Day.2～                                                                                             | 2021年3月28日  |
| ○    | 石田 龍大 | 3R終了判定3-0                    | K-1 WORLD GP 2020 JAPAN～K-1秋の大阪決戦～                                                                                              | 2020年9月22日  |
| ×    | 新美貴士  | 3R終了判定0-3                    | “K-1冬のビッグマッチ 第2弾 名古屋”「K-1 WORLD GP 2019 JAPAN～初代女子フライ級王座決定トーナメント＆スーパー・ライト級タイトルマッチ～」 | 2019年12月28日 |
| ×    | 伊澤 波人 | 延長判定0-3                      | Krush.105 | 2019年9月16日  |
| △    | 森坂 陸   | 判定0-1                          | Krush.102 | 2019年6月21日  |
| ○    | 戸塚昌司  | 判定3-0                          | ACCELvol.38【バンタム級タイトルマッチ】                                                                                                 | 2017年12月24日 |
| ○    | 國本正義  | 判定0-1                          | ACCELvol.37トリプルメインイベント第3試合 アクセルGルール初代バンタム級王座決定戦 3分3R                                                  | 2017年8月12日  |
| ×    | 陸虎      | 判定2-1                          | ACCELvol.27 | 2014年5月3日   |
| ×    | 翔陸      | 判定                             | ACCELvol.26 | 2013年12月23日 |
| ○    | 飯田仁    | TKO 1R2分18秒 レフェリーストップ | ACCELvol.25 | 2013年9月16日  |

## 獲得タイトル
- 初代ACCELバンタム級王者
- 第11代Krushスーパーフェザー級王者